# When/Be bop a lula
When/Be bop a lula è il 2º singolo di Mina, il primo pubblicato come Baby Gate e con l'etichetta discografica Broadway, il 1 dicembre del 1958.

## Storia
A inizio carriera Mina cantava successi stranieri utilizzando lo pseudonimo Baby Gate e incidendo per la casa discografica Broadway. Mentre i brani italiani, per cui si presenta col suo vero nome, erano prodotti dalla Italdisc, etichetta anch'essa fondata da Davide Matalon. Come nel 45 giri d'esordio, la cantante è accompagnata dalla suo complesso, gli Happy Boys, e si esibisce in due cover, questa volta però canta in inglese.
Entrambi i brani, arrangiati dagli Happy Boys, furono poi ripubblicati in raccolte come Mina canta in inglese del 1995, Internazionale del 1998 e nel primo volume dell'antologia che raccoglie tutti i singoli, Ritratto: I singoli Vol. 1 (2010). Il disco non ha una copertina fotografica ufficiale e in Italia è stato distribuito usando la busta generica forata comune alle pubblicazioni della Broadway nel periodo e in alcuni casi addirittura quella rossa riservata all'Italdisc. Le edizioni per l'estero recano invece una consueta foto di repertorio della cantante di solito su entrambi i lati.

## Accoglienza
Anche questo singolo, come il precedente, vende in pochi mesi 100 000 copie.

## Brani

### When
Successo nel 1958 per il duo One-hit wonder dei The Kalin Twins, che Italia raggiunge durante il 1959, la nona posizione della classifica settimanale delle vendite dei singoli.
Il brano viene ripreso, sempre nel 1959, dal trio The Fraternity Brothers.
Oltre che sul singolo ufficiale, l'anno seguente Mina incide, sempre come Baby Gate, un'apposita versione su flexi-disc, pubblicato dalle edizioni musicali Southern Music di Alberto Carisch col numero di catalogo N. 10005, destinato ad essere sia un allegato omaggio al periodico Nuova Enigmistica Tascabile (N° 255 del 28 novembre), sia un promo altrettanto gratuito per incentivare l'acquisto della "Cera Grey", popolare prodotto per la pulizia dei pavimenti.
Il flexi-disc del periodico riporta erroneamente The Appy Boys come nome del gruppo che accompagna la cantante.

### Be Bop a Lula
Be-Bop-A-Lula (con questa grafia del titolo) è una canzone registrata per la prima volta nel 1956 da Gene Vincent & His Blue Caps.
Mina inserisce la sua versione nell'EP ufficiale Splish Splash/Venus/The Diary/Be bop a lula del 1959. Il brano rimane inedito su album fino alla raccolta Mina Export Vol. 2 del 1986.

## Tracce
Lato A
1. When – 2:16 (Jack Reardon, Paul Evans; edizioni musicali Curci, Southern Music)

Lato B
1. Be Bop a Lula (Be-Bop-A-Lula) – 2:49 (testo: Bill "Sheriff Tex" Davis – musica: Gene Vincent; edizioni musicali RCA, Mascotte)